# Llista de topònims de l'Argentera
Llista de topònims (noms propis de lloc) del municipi de l'Argentera, al Baix Camp
Informació actualitzada per un bot. Els canvis manuals es perdran quan s'actualitzi!

## entitat singular de població
| imatge | Nom         | Ubicat a    | instància de                                   | Detalls | coordenades                                                            | Protecció | Commons (més fotos) | Dades a WD                    |
| ------ | ----------- | ----------- | ---------------------------------------------- | ------- | ---------------------------------------------------------------------- | --------- | ------------------- | ----------------------------- |
|        | l'Argentera | l'Argentera | entitat singular de població capital municipal | 118 hab | 41° 08′ 16″ N, 0° 54′ 30″ E / 41.13778125°N,0.90837122°E 348 msnm      |           |                     | Modifica les dades a Wikidata |
|        | la Sort     | l'Argentera | entitat singular de població                   | 11 hab  | 41° 08′ 08″ N, 0° 54′ 31″ E / 41.13548202°N,0.908550024°E 330.975 msnm |           |                     | Modifica les dades a Wikidata |

## font
| imatge | Nom               | Ubicat a    | instància de | Detalls | coordenades                                                        | Protecció | Commons (més fotos) | Dades a WD                    |
| ------ | ----------------- | ----------- | ------------ | ------- | ------------------------------------------------------------------ | --------- | ------------------- | ----------------------------- |
|        | font del Sarraí   | l'Argentera | font         |         | 41° 07′ 36″ N, 0° 54′ 50″ E / 41.126698°N,0.914008°E 587 msnm      |           | Font del Sarraí     | Modifica les dades a Wikidata |
|        | font dels Pastors | l'Argentera | font         |         | 41° 08′ 10″ N, 0° 53′ 28″ E / 41.136014566671°N,0.89122539322594°E |           |                     | Modifica les dades a Wikidata |

## granja
| imatge | Nom                      | Ubicat a    | instància de | Detalls | coordenades                                                          | Protecció | Commons (més fotos) | Dades a WD                    |
| ------ | ------------------------ | ----------- | ------------ | ------- | -------------------------------------------------------------------- | --------- | ------------------- | ----------------------------- |
|        | Granja de Joan Crusat    | l'Argentera | granja       |         | 41° 08′ 12″ N, 0° 54′ 41″ E / 41.1367322476468°N,0.911498316320873°E |           |                     | Modifica les dades a Wikidata |
|        | Granja de l'Eugeni       | l'Argentera | granja       |         | 41° 08′ 02″ N, 0° 54′ 33″ E / 41.1338602353278°N,0.909087622070078°E |           |                     | Modifica les dades a Wikidata |
|        | Granja de la Cooperativa | l'Argentera | granja       |         | 41° 08′ 08″ N, 0° 54′ 26″ E / 41.1355377400841°N,0.907223442557934°E |           |                     | Modifica les dades a Wikidata |
|        | Granja del Figueral      | l'Argentera | granja       |         | 41° 08′ 25″ N, 0° 54′ 33″ E / 41.1402004636199°N,0.909041076195138°E |           |                     | Modifica les dades a Wikidata |
|        | Granja dels Comellars    | l'Argentera | granja       |         | 41° 08′ 30″ N, 0° 54′ 51″ E / 41.1416609918164°N,0.914082313857157°E |           |                     | Modifica les dades a Wikidata |

## masia
| imatge | Nom                           | Ubicat a    | instància de | Detalls | coordenades                                                          | Protecció | Commons (més fotos) | Dades a WD                    |
| ------ | ----------------------------- | ----------- | ------------ | ------- | -------------------------------------------------------------------- | --------- | ------------------- | ----------------------------- |
|        | Caseta de la Vall de Cal Celó | l'Argentera | masia        |         | 41° 07′ 25″ N, 0° 54′ 43″ E / 41.1237137877131°N,0.911827907503964°E |           |                     | Modifica les dades a Wikidata |
|        | Mas de la Plana               | l'Argentera | masia        |         | 41° 08′ 22″ N, 0° 55′ 00″ E / 41.1394641080792°N,0.916618243141903°E |           |                     | Modifica les dades a Wikidata |
|        | Mas de la Riba                | l'Argentera | masia        |         | 41° 07′ 52″ N, 0° 54′ 16″ E / 41.13112778°N,0.90437778°E             |           |                     | Modifica les dades a Wikidata |
|        | Mas del Mió                   | l'Argentera | masia        |         | 41° 07′ 08″ N, 0° 54′ 37″ E / 41.1187669248148°N,0.910233892338851°E |           |                     | Modifica les dades a Wikidata |
|        | Mas del Pla del Bosc          | l'Argentera | masia        |         | 41° 08′ 13″ N, 0° 55′ 15″ E / 41.1368585388597°N,0.920965935547785°E |           |                     | Modifica les dades a Wikidata |
|        | Mas dels Crous                | l'Argentera | masia        |         | 41° 08′ 56″ N, 0° 54′ 30″ E / 41.1490043366697°N,0.908260801749498°E |           |                     | Modifica les dades a Wikidata |
|        | la Trilla                     | l'Argentera | masia        |         | 41° 07′ 51″ N, 0° 54′ 33″ E / 41.130939110965°N,0.9092571791962°E    |           |                     | Modifica les dades a Wikidata |

## muntanya
| imatge | Nom        | Ubicat a                | instància de | Detalls | coordenades                                                         | Protecció | Commons (més fotos) | Dades a WD                    |
| ------ | ---------- | ----------------------- | ------------ | ------- | ------------------------------------------------------------------- | --------- | ------------------- | ----------------------------- |
|        | Porpallers | l'Argentera             | muntanya     |         | 41° 06′ 48″ N, 0° 54′ 06″ E / 41.1132°N,0.901638°E 622.1 msnm       |           |                     | Modifica les dades a Wikidata |
|        | Puigferrós | l'Argentera Riudecanyes | muntanya     |         | 41° 07′ 56″ N, 0° 55′ 19″ E / 41.13236111°N,0.92202778°E 466.3 msnm |           |                     | Modifica les dades a Wikidata |

## serra
| imatge | Nom                  | Ubicat a                                     | instància de | Detalls | coordenades                                                     | Protecció | Commons (més fotos) | Dades a WD                    |
| ------ | -------------------- | -------------------------------------------- | ------------ | ------- | --------------------------------------------------------------- | --------- | ------------------- | ----------------------------- |
|        | Serra de l'Argentera | l'Argentera la Torre de Fontaubella          | serra        |         | 41° 07′ 29″ N, 0° 53′ 22″ E / 41.124847°N,0.889433°E 707.9 msnm |           |                     | Modifica les dades a Wikidata |
|        | serra de Pradell     | l'Argentera Pradell de la Teixeta Duesaigües | serra        |         | 41° 09′ 10″ N, 0° 53′ 54″ E / 41.1529°N,0.898403°E 774 msnm     |           | Serra de Pradell    | Modifica les dades a Wikidata |

## Misc
| imatge | Nom                                  | Ubicat a               | instància de                   | Detalls                        | coordenades                                                                    | Protecció                                  | Commons (més fotos)                  | Dades a WD                    |
| ------ | ------------------------------------ | ---------------------- | ------------------------------ | ------------------------------ | ------------------------------------------------------------------------------ | ------------------------------------------ | ------------------------------------ | ----------------------------- |
|        | Barranc de l'Argentera               | l'Argentera Duesaigües | curs d'aigua                   |                                | 41° 08′ 29″ N, 0° 56′ 25″ E / 41.141504°N,0.940179°E 462 msnm                  |                                            |                                      | Modifica les dades a Wikidata |
|        | Casa de la vila de l'Argentera       | l'Argentera            | casa consistorial              |                                | 41° 08′ 15″ N, 0° 54′ 33″ E / 41.137544°N,0.909164°E ca:Plaça de l'Església, 5 |                                            | Casa de la vila de l'Argentera       | Modifica les dades a Wikidata |
|        | Estació de Duesaigües - l'Argentera  | l'Argentera            | estació de ferrocarril edifici |                                | 41° 08′ 37″ N, 0° 55′ 15″ E / 41.143661111111°N,0.920875°E                     |                                            | Duesaigües-l'Argentera train station | Modifica les dades a Wikidata |
|        | Molí del Molinet                     | l'Argentera            | molí d'aigua                   | Estil: arquitectura popular    | 41° 08′ 20″ N, 0° 54′ 47″ E / 41.1389148200756°N,0.913144722501875°E 290 msnm  | bé integrant del patrimoni cultural català |                                      | Modifica les dades a Wikidata |
|        | Monument a Eduard Toda a l'Argentera | l'Argentera            | monument                       | Creador: Modest Gené Roig 1950 | 41° 08′ 14″ N, 0° 54′ 35″ E / 41.137354°N,0.909607°E                           |                                            | Monument a Eduard Toda               | Modifica les dades a Wikidata |
|        | Sant Bartomeu de l'Argentera         | l'Argentera            | església                       |                                | 41° 08′ 15″ N, 0° 54′ 34″ E / 41.137465°N,0.909466°E                           | bé integrant del patrimoni cultural català | Sant Bartomeu de l'Argentera         | Modifica les dades a Wikidata |
|        | Torre de guaita del Túnel            | l'Argentera            | torre de sentinella            |                                | 41° 08′ 12″ N, 0° 53′ 21″ E / 41.1365306718573°N,0.889082715225218°E           |                                            |                                      | Modifica les dades a Wikidata |
|        | Túnel de l'Argentera                 | l'Argentera            | túnel                          |                                | 41° 08′ 23″ N, 0° 54′ 44″ E / 41.1398254085708°N,0.912198428348625°E           |                                            |                                      | Modifica les dades a Wikidata |
|        | avenc de les Pedrisses               | l'Argentera            | avenc                          |                                | 41° 07′ 14″ N, 0° 53′ 35″ E / 41.1204712413102°N,0.893039862493272°E           |                                            |                                      | Modifica les dades a Wikidata |
|        | cementiri de l'Argentera             | l'Argentera            | cementiri                      |                                | 41° 08′ 31″ N, 0° 54′ 45″ E / 41.142027°N,0.912583°E                           |                                            | Cementiri de l'Argentera             | Modifica les dades a Wikidata |
|        | cova del Cabrer                      | l'Argentera            | abric rocós                    |                                | 41° 08′ 11″ N, 0° 53′ 32″ E / 41.1363353290478°N,0.892186587865185°E           |                                            |                                      | Modifica les dades a Wikidata |